# Ахваська мова
Ахваська мова (самоназва: ашвалъи мицІи) — мова ахвахців (самоназва ашвадо).
Ахваська мова розповсюджена в кількох селах Ахваського (Тад-Магітл, Кванкеро, Логонітл, Куйдаб-Росо та Ізані) і Шамільського (Ратлуб, Цегоб, Тлиануб) району Дагестану, а також в селі Ахвах-Дере в Азербайджані. Число мовців ахваської мови — 6 тисяч осіб у РФ (2002).
Виділяють 2 діалекти: північний (Ахваський район): нижній говір, логонітлійський говір, північно-східний говір, говір з Ахвах-Дере, говір ратлуб; південний (Шамільський район): говори тлиануб і цегоб. Розбіжності між ними такі значні, що порозуміння один одного їх носіями ускладнене і вони починають говорити між собою аварською (що наряду з російською служить ахвахцям за літературну) мовою. Наприклад:
- «ніс» = миІа (півн.) миари (півд.)
- «тіло» = кІаккІала (півн.) лага (півд.)
- «голова» = мина (півн.) милари (півд.)
- «Волос» = гІосо (півн.) кари (півд.)
- «дзьоб» = гожо (півн.) кІама (півд.)
- «брехня» = окІо (півн.) чІандоро (півд.)

Інвентар приголосних звуків ахваської мови є близьким до каратинського, але з палатальним африкатом дж в додаток. Всього 45 приголосних. Для шумних приголосних характерний контраст по силі. 20 голосних звуків: а, о, у, і, е ; довгі а, о, у, і, е; їм еквіваленти носових і довгих носових.
Склади в слові завжди прикриті (з початковою гортанною смичкою І перед голосною) і майже завжди закриті.
Система відмінків включає номінатив, генетив, ергатив, датив, в деяких говорах ще афектив і комітив; 5 серій локалізації та 4 напрямкових відмінків. Багато дієслів змінюються по класах (клас виражений префіксом); узгоджується з іменником в номінативі. Від чого в північному діалекті утворилося відмінювання типу: «в-охе-д-о» я взяв (його) — де в- показник узгодження з іменником чоловічого роду в номінативі, -д- показник узгодження з агенсом 1-ї особи. «в-охе-ри» ти взяв (його), що доводить, що перша особа протиставлена решті.
Розглядом мови вперше зацікавився німецький кавказознавець Адольф Дірр, опублікувавши 1909 року в Тбілісі деякі уривки текстів ахваською мовою.